# 16.ª etapa del Giro de Italia 2018
La 16.ª etapa del Giro de Italia 2018 tuvo lugar el 22 de mayo de 2018 entre Trento y Rovereto y consistió en una contrarreloj individual de 34,2 km y fue ganada por el ciclista australiano Rohan Dennis del equipo BMC Racing.
Luego de finalizada la contrarreloj los jueces revisaron varios videos en donde se observó que varios ciclistas se aprovecharon de motos, coches u otros ciclistas para obtener ventaja, ante lo cual el jurado aplicó el videoarbitraje sancionando con dos minutos a Conti y Ulissi, 30 segundos a Pedersen, Hermans y Cavagna y 20 segundos a Fabio Aru.

## Clasificación de la etapa
| \| Clasificación de la etapa \| Clasificación de la etapa \| Clasificación de la etapa \| Clasificación de la etapa \| Clasificación de la etapa \| \| Ciclista \| Ciclista \| Equipo \| Tiempo \| \| \| ------------------------- \| ------------------------- \| ------------------------- \| ------------------------- \| ------------------------- \| \| 1.º \| Rohan Dennis \| BMC Racing Team \| 40 min 00 s \| \| \| 2.º \| Tony Martin \| Katusha-Alpecin \| + 14 s \| \| \| 3.º \| Tom Dumoulin \| Team Sunweb \| + 22 s \| \| \| 4.º \| Jos van Emden \| LottoNL-Jumbo \| + 27 s \| \| \| 5.º \| Chris Froome \| Team Sky \| + 35 s \| \| \| 6.º \| Alex Dowsett \| Katusha-Alpecin \| + 40 s \| \| \| 7.º \| Chad Haga \| Team Sunweb \| + 47 s \| \| \| 8.º \| Fabio Aru[3] \| UAE Team Emirates \| + 57 s \| \| \| 9.º \| David de la Cruz \| Team Sky \| + 1 min 01 s \| \| \| 10.º \| Vasil Kiryienka \| Team Sky \| + 1 min 04 s \| \| |                  |                   |              |
| |                  |                   |              |
| Fuente: ProCyclingStats |                  |                   |              |
| Clasificación de la etapa |                  |                   |              |
| Ciclista | Ciclista         | Equipo            | Tiempo       |
| 1.º | Rohan Dennis     | BMC Racing Team   | 40 min 00 s  |
| 2.º | Tony Martin      | Katusha-Alpecin   | + 14 s       |
| 3.º | Tom Dumoulin     | Team Sunweb       | + 22 s       |
| 4.º | Jos van Emden    | LottoNL-Jumbo     | + 27 s       |
| 5.º | Chris Froome     | Team Sky          | + 35 s       |
| 6.º | Alex Dowsett     | Katusha-Alpecin   | + 40 s       |
| 7.º | Chad Haga        | Team Sunweb       | + 47 s       |
| 8.º | Fabio Aru        | UAE Team Emirates | + 57 s       |
| 9.º | David de la Cruz | Team Sky          | + 1 min 01 s |
| 10.º | Vasil Kiryienka  | Team Sky          | + 1 min 04 s |

## Clasificaciones al final de la etapa

### Clasificación general(Maglia Rosa)
| \| Clasificación general \| Clasificación general \| Clasificación general \| Clasificación general \| Clasificación general \| \| Ciclista \| Ciclista \| Equipo \| Tiempo \| \| \| --------------------- \| --------------------- \| --------------------- \| --------------------- \| --------------------- \| \| 1.º \| Simon Yates \| Mitchelton-Scott \| 66 h 39 min 14 s \| \| \| 2.º \| Tom Dumoulin \| Team Sunweb \| + 56 s \| \| \| 3.º \| Domenico Pozzovivo \| Bahrain-Merida \| + 3 min 11 s \| \| \| 4.º \| Chris Froome \| Team Sky \| + 3 min 50 s \| \| \| 5.º \| Thibaut Pinot \| Groupama-FDJ \| + 4 min 19 s \| \| \| 6.º \| Rohan Dennis \| BMC Racing Team \| + 5 min 04 s \| \| \| 7.º \| Miguel Ángel López \| Astana \| + 5 min 37 s \| \| \| 8.º \| Pello Bilbao \| Astana \| + 6 min 02 s \| \| \| 9.º \| Richard Carapaz \| Movistar Team \| + 6 min 07 s \| \| \| 10.º \| Patrick Konrad \| Bora-Hansgrohe \| + 7 min 13 s \| \| |                    |                  |                  |
| |                    |                  |                  |
| Fuente: ProCyclingStats |                    |                  |                  |
| Clasificación general |                    |                  |                  |
| Ciclista | Ciclista           | Equipo           | Tiempo           |
| 1.º | Simon Yates        | Mitchelton-Scott | 66 h 39 min 14 s |
| 2.º | Tom Dumoulin       | Team Sunweb      | + 56 s           |
| 3.º | Domenico Pozzovivo | Bahrain-Merida   | + 3 min 11 s     |
| 4.º | Chris Froome       | Team Sky         | + 3 min 50 s     |
| 5.º | Thibaut Pinot      | Groupama-FDJ     | + 4 min 19 s     |
| 6.º | Rohan Dennis       | BMC Racing Team  | + 5 min 04 s     |
| 7.º | Miguel Ángel López | Astana           | + 5 min 37 s     |
| 8.º | Pello Bilbao       | Astana           | + 6 min 02 s     |
| 9.º | Richard Carapaz    | Movistar Team    | + 6 min 07 s     |
| 10.º | Patrick Konrad     | Bora-Hansgrohe   | + 7 min 13 s     |

### Clasificación por puntos(Maglia Ciclamino)
| Clasificación por puntos | Clasificación por puntos | Clasificación por puntos      | Clasificación por puntos | Clasificación por puntos |
| Ciclista                 | Ciclista                 | Equipo                        | Puntos                   |                          |
| ------------------------ | ------------------------ | ----------------------------- | ------------------------ | ------------------------ |
| 1.º                      | Elia Viviani             | Quick-Step Floors             | 237 pts                  |                          |
| 2.º                      | Sam Bennett              | Bora-Hansgrohe                | 197 pts                  |                          |
| 3.º                      | Simon Yates              | Mitchelton-Scott              | 113 pts                  |                          |
| 4.º                      | Sacha Modolo             | EF Education First-Drapac     | 102 pts                  |                          |
| 5.º                      | Davide Ballerini         | Androni Giocattoli-Sidermec   | 98 pts                   |                          |
| 6.º                      | Marco Frapporti          | Androni Giocattoli-Sidermec   | 89 pts                   |                          |
| 7.º                      | Danny van Poppel         | LottoNL-Jumbo                 | 89 pts                   |                          |
| 8.º                      | Niccolò Bonifazio        | Bahrain-Merida                | 68 pts                   |                          |
| 9.º                      | Eugert Zhupa             | Wilier Triestina-Selle Italia | 64 pts                   |                          |
| 10.º                     | Tom Dumoulin             | Team Sunweb                   | 63 pts                   |                          |

### Clasificación de la montaña(Maglia Azzurra)
| Clasificación de la montaña | Clasificación de la montaña | Clasificación de la montaña | Clasificación de la montaña | Clasificación de la montaña |
| Ciclista                    | Ciclista                    | Equipo                      | Puntos                      |                             |
| --------------------------- | --------------------------- | --------------------------- | --------------------------- | --------------------------- |
| 1.º                         | Simon Yates                 | Mitchelton-Scott            | 91 pts                      |                             |
| 2.º                         | Giulio Ciccone              | Bardiani CSF                | 52 pts                      |                             |
| 3.º                         | Esteban Chaves              | Mitchelton-Scott            | 47 pts                      |                             |
| 4.º                         | Thibaut Pinot               | Groupama-FDJ                | 46 pts                      |                             |
| 5.º                         | Chris Froome                | Team Sky                    | 36 pts                      |                             |
| 6.º                         | Domenico Pozzovivo          | Bahrain-Merida              | 36 pts                      |                             |
| 7.º                         | Fausto Masnada              | Androni Giocattoli-Sidermec | 35 pts                      |                             |
| 8.º                         | Valerio Conti               | UAE Team Emirates           | 33 pts                      |                             |
| 9.º                         | Matteo Montaguti            | AG2R La Mondiale            | 29 pts                      |                             |
| 10.º                        | Richard Carapaz             | Movistar Team               | 27 pts                      |                             |

### Clasificación de los jóvenes(Maglia Bianca)
| Clasificación del mejor joven | Clasificación del mejor joven | Clasificación del mejor joven | Clasificación del mejor joven | Clasificación del mejor joven |
| Ciclista                      | Ciclista                      | Equipo                        | Tiempo                        |                               |
| ----------------------------- | ----------------------------- | ----------------------------- | ----------------------------- | ----------------------------- |
| 1.º                           | Miguel Ángel López            | Astana                        | 66 h 44 min 51 s              |                               |
| 2.º                           | Richard Carapaz               | Movistar Team                 | + 30 s                        |                               |
| 3.º                           | Ben O'Connor                  | Dimension Data                | + 1 min 56 s                  |                               |
| 4.º                           | Sam Oomen                     | Team Sunweb                   | + 2 min 28 s                  |                               |
| 5.º                           | Maximilian Schachmann         | Quick-Step Floors             | + 32 min 29 s                 |                               |
| 6.º                           | Fausto Masnada                | Androni Giocattoli-Sidermec   | + 36 min 22 s                 |                               |
| 7.º                           | Jack Haig                     | Mitchelton-Scott              | + 36 min 45 s                 |                               |
| 8.º                           | Valerio Conti                 | UAE Team Emirates             | + 41 min 32 s                 |                               |
| 9.º                           | Matej Mohorič                 | Bahrain-Merida                | + 43 min 31 s                 |                               |
| 10.º                          | Felix Großschartner           | Bora-Hansgrohe                | + 46 min 23 s                 |                               |

### Clasificación por equipos"Super Team"
| Clasificación por equipos | Clasificación por equipos | Clasificación por equipos | Clasificación por equipos |
| Equipo                    | Equipo                    | Tiempo                    |                           |
| ------------------------- | ------------------------- | ------------------------- | ------------------------- |
| 1.º                       | Sky                       | 200 h 19 min 39 s         |                           |
| 2.º                       | Astana                    | + 8 min 36 s              |                           |
| 3.º                       | Mitchelton-Scott          | + 10 min 12 s             |                           |
| 4.º                       | Bora-Hansgrohe            | + 33 min 10 s             |                           |
| 5.º                       | Groupama-FDJ              | + 33 min 16 s             |                           |
| 6.º                       | Movistar Team             | + 38 min 54 s             |                           |
| 7.º                       | AG2R La Mondiale          | + 39 min 57 s             |                           |
| 8.º                       | Team Sunweb               | + 48 min 09 s             |                           |
| 9.º                       | Dimension Data            | + 57 min 56 s             |                           |
| 10.º                      | UAE Team Emirates         | + 1 h 13 min 46 s         |                           |

## Abandonos
Ninguno.